# Brent, Alabama
Brent là một thành phố thuộc quận Bibb, tiểu bang Alabama, Hoa Kỳ. Dân số năm 2009 là 4182 người, mật độ đạt 184 người/km².